# Msida Saint-Joseph FC
Msida Saint-Joseph FC je maltský fotbalový klub z Msida.

## Vítězství
- Premier Division – 2005-06, 2006-07
- Division 1 – 2002-03
- Division 2 – 1929-30, 1966-67, 2001-02
- Division 2 Sons of Malta Cup – 1975-76
- Division 3 – 1935-36, 1965-66, 2000-01
- Division 4 – 1934-35
- Amateur Cup – 1935-36